# مسجد أولو (إليسو)
مسجد أولو (بالأذرية: Ulu məscid.)‏ أو مسجد الجمعة (بالأذرية: Cümə məscidi)‏: هو مسجد جمعة يقع في إليسو، مقاطعة قاخ في أذربيجان. تم بناؤه في القرن الثامن عشر. وفقًا لقرار مجلس وزراء جمهورية أذربيجان بشأن المعالم التاريخية والثقافية، فإنه يعتبر معلمًا معماريًا ذا أهمية وطنية.